# باول لودج
باول لودج (بالإنجليزية: Paul Lodge)‏ (13 فبراير 1961 بليفربول في المملكة المتحدة - ) هو مدرب كرة قدم ولاعب كرة قدم بريطاني في مركز الوسط. لعب مع بريستون نورث إيند وبورت فايل وبولتون واندررز وستوكبورت كونتي وماكليسفيلد تاون ونادي إيفرتون ونادي بانغور سيتي ونادي روذرهام يونايتد ونادي ساوثبورت وويغان أتلتيك ونادي تشورلي ونادي ويتون ألبيون ونادي بارسكو وLancaster City F.C. ‏ ونادي بارو ونادي موركامب.

## وصلات خارجية
- باول لودج على موقع قاعدة بيانات كرة القدم.إي يو (الإنجليزية)